# Донське (селище)
Донське́ — селище в Україні, у Волноваській міській громаді Волноваського району Донецької області.

## Географічне розташування
Селище розташоване за 74 км від обласного центру та 12 км від районного центру (автошляхом Н20) і за 5,7 км від зупинного пункту Тавла. Селом тече річка Малий Кальчик.

## Історія
На території селища археологами виявлені залишки поселення епохи бронзи, а також античний посуд з клеймом, що відноситься до II ст. до н. е.
Засноване у 1946 році під назвою селище Жданівбуд Волноваського району Сталінської області. У 1956 році перейменоване на селище Донське. Серед мешканців тривалий час побутувала назва селища — Циркон (офіційно ніде не було зафіксоване, адже виробництво на місцевому заводі ДХМЗ було оборонним). Ймовірно, вона походила від кар'єру, де видобували цей мінерал.

## Населення

### Мова
Розподіл населення за рідною мовою за даними перепису 2001 року:
| Мова            | Кількість | Відсоток |
| --------------- | --------- | -------- |
| російська       | 3363      | 62.72%   |
| українська      | 1970      | 36.73%   |
| грецька         | 12        | 0.22%    |
| вірменська      | 3         | 0.06%    |
| румунська       | 2         | 0.04%    |
| білоруська      | 1         | 0.02%    |
| циганська       | 1         | 0.02%    |
| німецька        | 1         | 0.02%    |
| інші/не вказали | 9         | 0.17%    |
| Усього          | 5362      | 100%     |

За даними перепису 2001 року населення селища становило 5362 особи, з них 36,74 % зазначили рідною мову українську, 62,72 % — російську, 0,22 % — грецьку, 0,06 % — вірменську, 0,04 % — молдовську, а також 0,02 % — білоруську, німецьку та циганську мови.

## Інфраструктура
У селищі є середня загальноосвітня школа, дитячий садок, стадіон, будинок культури, дві бібліотеки, лікарня, поштове відділення, пожежна частина, відділення «Нової пошти» та декілька крамниць.

## Економіка
Колишній Донецький хіміко-металургійний завод (у 2000-х роках — Хіміко-металургійна фабрика в складі Маріупольського металургійного комбінату імені Ілліча), Волноваська автобаза.

## Транспорт
Через селище двічі на день курсує автобус сполученням Маріуполь — Волноваха, також (до 2014 року) курсували автобуси до Бойківського з Волновахи.
За 5,7 км від селища розташований пасажирський залізничний зупинний пункт Тавла на лінії Ясинувата — Маріуполь. 

## Особистості
- Дорошок Микола Володимирович — старший лейтенант МВС України, розстріляний у 2014 році проросійськими терористами.
- Рябоконь Василь Васильович — підполковник МВС України, розстріляний 2014 проросійськими терористами.
- Тернопільський Валерій Валерійович (1991—2016) — солдат Збройних сил України, учасник російсько-української війни.
- Шпильовий Леонід Вікторович (нар. 1952) — український науковець, дослідник, винахідник.

## Галерея
| \| \| \| Водойма річки Малий Кальчик \| |
|                                         |
| Водойма річки Малий Кальчик             |